# Coöperatieve zuivelfabriek en korenmalerij Noordbarge
De Coöperatieve zuivelfabriek en korenmalerij Noordbarge is een voormalige zuivelfabriek in de woonwijk Noordbarge in Emmen. Sinds 2008 is het een kantorencomplex annex kunstmuseum van het Centrum Beeldende Kunst (CBK).

## Geschiedenis
De melkfabriek werd in 1893 gesticht door de Coöperatieve Stoomzuivelfabriek te Emmen. De fabriek werd niet alleen door de Coöperatieve Stoomzuivelfabriek gefinancierd, maar ook mede door de boeren in de omgeving. Deze boeren hadden veel kapitaal, dus investeerden de boeren hun geld in de fabriek. Doordat de boeren de fabriek financierden konden zij hun melk bij de fabriek inleveren in ruil voor een minimumprijs.
De boeren konden ook graan naar de fabriek brengen. Dit was handig voor zowel de boeren als de fabriek. De fabriek had zekerheid van productie en bestaan en de boeren hadden de zekerheid van een inkomen.
De fabriek zat economisch gezien op een goede plek, want de essen van de boeren lagen vlak bij de melkfabriek. Je had in die tijd nog de Emmer-es, de Noordbarger-es en de Westenesch. De Melkfabriek lag ongeveer in het midden van al die essen. Doordat de boerderijen zo dicht bij de fabriek lagen scheelde het in kosten voor het vervoeren en dus waren de boeren bereid de melk te brengen.
Een sociale reden voor het oprichten van de fabriek in Emmen is waarschijnlijk omdat hier nog niet zoveel was aan economische activiteit. De melkfabriek had hier in Emmen ook geen concurrentie van andere melkfabrieken want de dichtstbijzijnde fabriek lag in Hoogeveen. De fabriek werkte wel samen met die fabriek in Hoogeveen.
In 1952 werd de fabriek afgebroken voor uitbreiding.
In 1953 werd de fabriek al vervangen door de grotere fabriek die er tegenwoordig staat. Hieruit kan men opmaken dat het na de oorlog economisch goed ging met de fabriek.
De melkfabriek ligt aan de hoofdweg bij het kanaal in Noordbarge. Voor de fabriek lag ook een tramlijn richting Emmen vanuit Hoogeveen. Deze tram werd soms gebruikt voor het vervoeren van boter van de fabriek naar Hoogeveen. Er was nog een vervoersmiddel bij de fabriek, namelijk de melkrijders. Deze vervoerden de melk vanaf de essen naar de fabriek.
Vanaf 1965 kwam er nog een uitbreiding aan de fabriek. Hierdoor heette de fabriek Cominzo, De Coöperatieve Melkinrichting Zuid-Oost Drenthe.
De fabriek had zich in deze jaren ook bij een nationale en internationale organisatie aangesloten, bij Domo Beilen. De melkfabriek heeft zich aangesloten bij deze organisatie voor meer winst en meer productie.
De Cominzo heeft nog tot 1988 geproduceerd. De fabriek werd gesloten in 1989 en heeft dus bijna honderd jaar geproduceerd.
In 1995 woedde er een grote brand waardoor het pand jaren heeft leeggestaan.
Van 2003 tot en met 2008 is het gebouw gerenoveerd. Nu is er een kunstmuseum met een kantorencomplex gevestigd.

## De fabriek en het landschap
De melkfabriek werd in 1893 gesticht aan het Oranjekanaal. De in Drenthe bij uitstek geschikte brandstof was turf. De turven werden gedolven in de Veenkoloniën in de buurt, en na droging door turfschippers naar onder andere de fabriek gebracht. Vlak bij de voormalige fabriek bevindt zich een loskade waar de turf van de boot werd gehaald. De tramlijn Hoogeveen - Emmen voerde langs de fabriek, dat was van belang voor het vervoer van melk en graan. Boeren deden hun melk in melkbussen. Die werden opgehaald door melkrijders.
Aan het Oranjekanaal aan de zuidkant van de fabriek ligt de Laadweg, op die plek werd het turf naar de fabriek gebracht. Naast de fabriek is de Melkweg waarlangs aan en afvoer van producten geschiedde. Melkrijders die de zware bussen met melk ophaalden en de lege weer naar de boerderij brachten waren een belangrijke schakel tussen boer en fabriek. De melkbussen die de boeren moesten vervoeren naar de fabriek waren zeer zwaar en vaak hadden ze er meerdere van te vervoeren.

## Kantoren en kunstmuseum
De fabriek is nog steeds een kenmerkend gebouw in Noordbarge. De grote schoorsteenpijp is opvallend en laat iets  van het vroegere gebruik van het complex zien. De Fabriek, zoals het sinds 2008 heet, bestaat uit een bedrijfsverzamelgebouw met kantoren en een kunstmuseum. Het museum heeft drie expositieruimtes die door het Centrum Beeldende Kunst (CBK) worden ingericht met wisselende exposities. Het is op geregelde tijden voor het publiek geopend. Voorheen exposeerde het CBK in het Bruggebouw tussen het gemeentehuis en het winkelcentrum van Emmen.